# NGC 2797
NGC 2797 is een sterrenstelsel van ongebruikelijke aard in het sterrenbeeld Kreeft. Het hemelobject werd op 15 maart 1866 ontdekt door de Duits-Deense astronoom Heinrich Louis d'Arrest

## Synoniemen
- UGC 4891
- MCG 3-24-23
- ZWG 91.42
- IRAS09135+1756
- PGC 26160